# Emmanuel Dawlson
Emmanuel Dawlson (före sommaren 2015 Amoh), född 24 augusti 1992, är en svensk friidrottare (kortdistanslöpning), tävlande för Malmö AI. Han vann SM-guld inomhus på 60 meter år 2020. 

## Karriär
I februari 2022 vid inomhus-SM tog Dawlson brons på 60 meter efter ett lopp på 6,78 sekunder.

## Personliga rekord
| Utomhus - 100 meter – 10,49 (Sundsvall, Sverige 28 juli 2019) - 200 meter – 21,22 (Skara, Sverige 29 augusti 2015) - 400 meter – 49,23 (Huddinge, Sverige 2 juni 2019) | Inomhus - 60 meter – 6,71 (Växjö, Sverige 22 februari 2020) - 200 meter – 21,99 (Malmö, Sverige 14 februari 2016) - 400 meter – 49,67 (Växjö, Sverige 23 januari 2016) |

### Fotnoter
1. ↑  ”Tävlingsårsskiftesövergångar 15 november 2017”. friidrott.se. 14 november 2017. Arkiverad från originalet den 29 september 2020. https://web.archive.org/web/20200929050606/https://www.friidrott.se/forbundsinfo/overgangar/arsskifte1718.aspx. Läst 1 september 2020.
2. ↑  ”Karensövergångar 2020”. friidrott.se. 14 november 2017. Arkiverad från originalet den 19 februari 2020. https://web.archive.org/web/20200219202114/https://www.friidrott.se/forbundsinfo/overgangar/Karens-20.aspx. Läst 1 september 2020.
3. ↑  ”Friidrotts-SM 2019 Karlstad”. Arkiverad från originalet den 2 september 2019. https://web.archive.org/web/20190902083413/http://212.247.216.72/friidrott/sm19/result_t.php. Läst 17 september 2019.
4. ↑  ”Stora inne-SM 2013, resultat”. trackandfield.se. http://www.trackandfield.se/Resultat/2013/130215.htm. Läst 18 februari 2013.
5. ↑  ”Stora inne-SM 2016, resultat”. livetiming.se. Arkiverad från originalet den 24 juni 2016. https://web.archive.org/web/20160624013514/http://livetiming.se/track/ism16/. Läst 26 maj 2016.
6. ↑  ”ISM 2020 Växjö 22-23 februari”. telekonsultarena.se. https://telekonsultarena.se/resultat/ISM20/Resultat.php. Läst 29 februari 2020.
7. ↑  ”Resultat: ISM, Växjö 25‐27.2.22 Inne”. friidrottsstatistik.se. https://www.friidrottsstatistik.se/resultsswe.php?CID=13003615&Season=2022. Läst 27 mars 2022.
8. ↑  ”Resultat: ISM, Malmö/A 17‐19.2.23 Inne”. friidrottsstatistik.se. https://www.friidrottsstatistik.se/resultsswe.php?CID=13028716&Season=2023. Läst 20 februari 2023.
9. ↑  ”Stora SM / Söderhamn”. friidrott.se. 7 augusti 2015. https://www.friidrottsstatistik.se/atswe.php?Gender=1&ID=147376. Läst 1 september 2020.
10. 1 2 3 4 5 6 7  ”Personsida på World Athletics' webbplats” (på engelska). worldathletics.org. https://worldathletics.org/athletes/sweden/emmanuel-dawlson-14535134. Läst 1 september 2020.
11. ↑  ”Lysande 60 m-tid av Henrik Larsson”. friidrottaren.com. 26 februari 2022. https://www.friidrottaren.com/lysande-60-m-tid-av-henrik-larsson/. Läst 28 mars 2022.
12. 1 2 3 4 5 6  ”Personsida på European Athletics' webbplats” (på engelska). european-athletics.org. https://european-athletics.com/historical-data/athletes/sweden/emmanuel-dawlson-014535134. Läst 1 september 2020.